# Baronía de Terrades
La baronía de Terrades es un título nobiliario español creado por el rey Alfonso XIII en favor del industrial catalán José María de Albert Despujol el 26 de noviembre de 1921.

## Barones de Terrades
|                           | Titular                                            | Periodo                   |
| Creación por Alfonso XIII | Creación por Alfonso XIII                          | Creación por Alfonso XIII |
| ------------------------- | -------------------------------------------------- | ------------------------- |
| I                         | José María de Albert Despujol                      | 1921-1952                 |
| II                        | José Antonio de Albert y Muntadas                  | 1955-1992                 |
| III                       | María del Carmen de Albert de Fontcuberta Muntadas | 1992-hoy                  |

## Historia de los barones de Terrades
- José María de Albert Despujol (Barcelona, 24 de abril de 1886-24 de marzo de 1952), I barón de Terrades,  alcalde de Barcelona, procurador en Cortes y presidente de Fomento del Trabajo Nacional.

Casó el 1 de junio de 1909, en Barcelona, con María del Carmen Muntadas y Estruch (1882-1970), II condesa de Santa María de Sans. El 9 de diciembre de 1955 le sucedió su hijo:
- José Antonio de Albert y Muntadas (1910-Barcelona, 5 de febrero de 1990), II barón de Terrades, III conde de Santa María de Sans.

Casó con María Asunción de Foncuberta y de Pascual. El 21 de septiembre de 1992, previa orden del 17 de marzo del mismo año para que se expida la correspondiente carta de sucesión (BOE del 18 de mayo), le sucedió su hija:
- María del Carmen de Albert de Fontcuberta Muntadas, III baronesa de Terrades, IV condesa de Santa María de Sans.[3]